# ステファノ・アコルシ
ステファノ・アコルシ（Stefano Accorsi, 1971年3月2日 - ）は、イタリアの俳優である。姓はアッコルシとも表記される。

## 経歴

### 生い立ち～キャリア初期
ボローニャで生まれ、両親の出身地であるボローニャ県ブドリオの村落バニャローラ（Bagnarola）で幼少期を過ごす。高校卒業後、ボローニャの地方紙「イル・レスト・デル・カルリーノ」紙に掲載された新聞広告を見てプピ・アヴァティに連絡したことをきっかけに映画『Fratelli e sorelle』（1991年）に出演し、その後、ボローニャのアレッサンドラ・ガランテ・ガッローネ演劇学校に入学する。入学直後には、子供向けテレビ映画『Il videocatechismo』に出演している。
1993年に演劇学校を卒業し、ボローニャで劇団（Compagnia del Teatro Stabile di Bologna）に参加する。

### ブレイク
1994年、ネスレ社のアイスクリーム商品マキシボン（Maxibon）のテレビコマーシャルに出演して広く人気を集め、イタリア語と英語をごちゃ混ぜにして使った（マカロニック）キャッチフレーズ「Du gust is megl che uan（Two gusto is meglio che one＝「ワン種類の味よりツー種類の味がいいよね」）が大流行する。1995年、人気バンド883の楽曲「Una canzone d'amore」のミュージックビデオに出演する。
1996年、エンリコ・ブリッツィ（Enrico Brizzi）の同名小説に基づく主演映画『Jack Frusciante è uscito dal gruppo』がサプライズヒットを記録したのに続き、1998年公開のルチャーノ・リガブエ（Luciano Ligabue）監督作『ラジオフレッチャ』でダヴィッド・ディ・ドナテッロ主演男優賞を獲得し、俳優としての地位を不動のものとする。

### 2000年代
2001年にはフェルザン・オズペテク監督作『無邪気な妖精たち』でイタリア・ゴールデングローブ最優秀男優賞を獲得する。
2002年、ミケーレ・プラチド監督作『愛という名の旅』に出演し、第59回ヴェネツィア国際映画祭男優賞を獲得する。
2006年、ドミティッラ・カラマイ（Domitilla Calamai）の同名小説に基づくジュリー・ガヴラス（Julie Gavras）監督のフランス映画『ぜんぶ、フィデルのせい』に出演する。2008年にはジル・ルグラン（Gilles Legrand）監督のフランス映画『La jeune fille et le loups』でレティシア・カスタと初めて共演したほか、セルジオ・カステッリット演出による舞台『ダウト　疑いをめぐる寓話』に出演する。
2009年開催のサンレモ音楽祭では、没後10年を迎えたシンガーソングライターのファブリツィオ・デ・アンドレ（Fabrizio De André）の誕生日を記念して、プレミアータ・フォルネリア・マルコーニおよび俳優のクラウディオ・サンタマリアとともにデ・アンドレの代表曲「Bocca di Rosa」を歌った。

### 2010年代
2011年にはルーチョ・ペッレグリーニ（Lucio Pellegrini）監督作『気楽な人生』でピエルフランチェスコ・ファヴィーノとともに主演を務めたほか、ダニエーレ・ガッリャノーネ（Daniele Gaglianone）監督作『錆び』に出演する。2012年、『狂えるオルランド』に基づくマルコ・バリアーニ（Marco Baliani）演出の舞台『Furioso Orlando』に出演する。2013年、テレビシリーズ『Il clan dei camorristi』に出演する。
2015年、自身の原案に基づきタンジェントポリを題材としたテレビシリーズ『1992』に主演する。2016年、マッテオ・ロヴェーレ監督作『ゴッド・スピード・ユー！』に出演し、ダヴィッド・ディ・ドナテッロ主演男優賞を獲得する。2017年にはセルジオ・カステッリット監督作『フォルトゥナータ』に出演したほか、『1992』の続編となるテレビシリーズ『1993』に主演する。2018年にはルチャーノ・リガブエ監督作『メイド・イン・イタリー』およびガブリエーレ・ムッチーノ監督作『家族にサルーテ!イスキア島は大騒動』に出演する。2019年にはレオナルド・ダゴスティーニ（Leonardo D'Agostini）監督作『Il campione』に出演してダヴィッド・ディ・ドナテッロ助演男優賞にノミネートされたほか、フェルザン・オズペテク監督作『幸運の女神』に出演する。

## 私生活
2003年から2013年にかけて、フランスの女優レティシア・カスタと交際し、一男一女をもうけている。
2015年にビアンカ・ヴィターリ（Bianca Vitali）と結婚し、夫妻には2017年に息子が一人誕生した。

## 受勲
- 芸術文化勲章 - シュヴァリエ（2014年1月21日）

## フィルモグラフィー

### 映画
| 公開年 | 邦題 原題                                           | 役名                         | 備考 |
| ------ | --------------------------------------------------- | ---------------------------- | --- |
| 1991   | Fratelli e sorelle                                  | マッテオ                     | |
| 1992   | Un posto                                            | アントニオ                   | |
| 1994   | Strane storie- Racconti di fine secolo              |                              | |
| 1995   | Facciamo paradiso                                   |                              | クレジットなし                                                                                           |
| 1995   | Un giorno ideale per i pescibanana                  |                              | 短編 |
| 1996   | Jack Frusciante è uscito dal gruppo                 | アレックス                   | |
| 1996   | Vesna va veloce                                     | ウェイター                   | |
| 1996   | ぼくらの世代 La mia generazione                     | ボノーリ                     | イタリア映画祭2001にて上映                                                                               |
| 1997   | Naja                                                | トニーノ                     | |
| 1998   | I piccoli maestri                                   | ジジ                         | ナストロ・ダルジェント主演男優賞ノミネート                                                               |
| 1998   | ラジオフレッチャ Radiofreccia                       | フレッチャ                   | イタリア映画祭2001にて上映 ダヴィッド・ディ・ドナテッロ主演男優賞受賞                                    |
| 1999   | Ormai è fatta!                                      | ホルスト・ファンタッツィーニ | ダヴィッド・ディ・ドナテッロ主演男優賞ノミネート                                                         |
| 1999   | Un uomo perbene                                     | デッラ・ヴァッレ弁護士       | |
| 1999   | Più leggero non basta                               | マルコ                       | テレビ映画                                                                                               |
| 2000   | Capitani d'aprile                                   | サルゲイロ・マイア           | |
| 2001   | Tabloid                                             |                              | |
| 2001   | 最後のキス L'ultimo bacio                           | カルロ                       | |
| 2001   | 無邪気な妖精たち Le fate ignoranti                  | ミケーレ                     | イタリア映画祭2003にて上映 ナストロ・ダルジェント主演男優賞受賞 イタリア・ゴールデングローブ最優秀男優賞 |
| 2001   | 息子の部屋 La stanzadel figlio                      | トンマーゾ                   | |
| 2001   | サンタ・マラドーナ Santa Maradona                   | アンドレア・ストラニエロ     | イタリア映画祭2002にて上映                                                                               |
| 2002   | 愛という名の旅 Un viaggio chiamato amore            | ディーノ・カンパーナ         | イタリア映画祭2004にて上映 第59回ヴェネツィア国際映画祭男優賞受賞                                        |
| 2002   | ヤング・カサノバ Il giovane Casanova                | ジャコモ・カサノヴァ         | テレビ映画                                                                                               |
| 2004   | Ovunque sei                                         | マッテオ                     | |
| 2004   | 愛はふたたび L'amore ritrovato                      | ジョヴァンニ                 | イタリア映画祭2005にて上映                                                                               |
| 2005   | Provincia meccanica                                 | マルコ・バッタリア           | ダヴィッド・ディ・ドナテッロ主演男優賞ノミネート ナストロ・ダルジェント主演男優賞ノミネート              |
| 2005   | 野良犬たちの掟 Romanzo criminale                    | ニコラ・シャロイア           | |
| 2006   | Les brigades du tigre                               |                              | |
| 2006   | ぜんぶ、フィデルのせい La faute à Fidel!            | フェルナンド                 | |
| 2007   | 対角に土星 Saturno contro                           | アントニオ                   | イタリア映画祭2008にて上映                                                                               |
| 2007   | キッスをよろしく Un baiser s'il vous plaît          | クラウディオ                 | |
| 2007   | Les deux mondes                                     |                              | |
| 2008   | La jeune fille et les loups                         |                              | |
| 2008   | Baby Blues                                          |                              | |
| 2009   | イヤとは言わない Je ne dis pas non                  |                              | |
| 2010   | もう一度キスを Baciami ancora                       | カルロ                       | イタリア映画祭2011にて上映                                                                               |
| 2010   | Nous trois                                          |                              | |
| 2011   | 気楽な人生 La vita facile                           | ルカ                         | イタリア映画祭2012にて上映                                                                               |
| 2011   | Tous les Soleils                                    | アレッサンドロ               | |
| 2011   | 錆び Ruggine                                        | サンドロ                     | イタリア映画祭2012にて上映                                                                               |
| 2011   | Une nuit dans Paris                                 |                              | 短編 |
| 2013   | L'arbitro                                           | クルチャーニ                 | |
| 2013   | はじまりは5つ星ホテルから Viaggio sola              | アンドレア                   | ダヴィッド・ディ・ドナテッロ助演男優賞ノミネート                                                         |
| 2013   | Io non ti conosco                                   |                              | 短編 |
| 2014   | 僕たちの大地 La nostra terra                        | フィリッポ                   | イタリア映画祭2015にて上映                                                                               |
| 2016   | ゴッド・スピード・ユー! Veloce come il vento        | ロリス                       | ダヴィッド・ディ・ドナテッロ主演男優賞受賞 ナストロ・ダルジェント主演男優賞受賞                          |
| 2017   | フォルトゥナータ Fortunata                          | パトリツィオ                 | イタリア映画祭2018にて上映                                                                               |
| 2018   | メイド・イン・イタリー Made in Italy                | リコ                         | イタリア映画祭2018にて上映                                                                               |
| 2018   | 家族にサルーテ!イスキア島は大騒動 A casa tutti bene | パオロ                       | |
| 2019   | Il campione                                         | ヴァレリオ                   | ダヴィッド・ディ・ドナテッロ助演男優賞ノミネート                                                         |
| 2019   | 幸運の女神 La dea fortuna                           | アルトゥーロ                 | イタリア映画祭2020にて上映                                                                               |
| 2020   | Lasciami andare                                     | マルコ                       | |
| 2021   | マリリンの瞳は黒かった Marilyn ha gli occhi neri    | ディエゴ                     | |
| 2022   | Chiusi fuori                                        |                              | 短編 |
| 2022   | Ipersonnia                                          | ダヴィッド                   | |

### テレビ
| 放映年 | 邦題 原題                                  | 役名                     | 備考                        |
| ------ | ------------------------------------------ | ------------------------ | --------------------------- |
| 1995   | Voci notturne                              | リナルド                 | ミニシリーズ                |
| 2000   | Come quando fuori piove                    | リディオ                 | ミニシリーズ                |
| 2002   | Le ragioni del cuore                       |                          | ミニシリーズ                |
| 2013   | Il clan dei camorristi                     | アンドレア・エスポジート |                             |
| 2015   | 1992                                       | レオナルド・ノッテ       |                             |
| 2016   | ヤング・ポープ 美しき異端児 The Young Pope | イタリアの首相           | 第6話「第6章 悪魔との対話」 |
| 2017   | 1993                                       | レオナルド・ノッテ       |                             |
| 2019   | 1994                                       | レオナルド・ノッテ       |                             |
| 2021   | È andata così                              |                          |                             |
| 2022   | Vostro onore                               | ヴィットリオ             |                             |

### 他の出演作品
- ネスレ　Maxibon Motta（1994年） - コマーシャル
- 883「Senza averti qui」（1995年） - ミュージックビデオ
- 883「Una canzone d'amore」（1995年） - ミュージックビデオ
- カルメン・コンソリ（Carmen Consoli）「L'ultimo Bacio」（2000年） - ミュージックビデオ
- ネッファ（Neffa）「Passione」（2007年） - ミュージックビデオ
- ジョヴァノッティ（Jovanotti）「Baciami ancora」（2010年） - ミュージックビデオ
- プジョー　208（2012年） - コマーシャル

### 吹き替え
- ダーティー・ピクチャー（2011年）
- リトルプリンス　星の王子さまと私（2015年）

## 舞台
- La Maddalena lasciva e penitente（1993年）
- Gli innamorati del teatro comico（1994年）
- 作者を探す六人の登場人物（1994年）作：ルイジ・ピランデッロ
- Fagiolino e Biavati caduti dalle nuvole（ 1995年 ）
- Ista laus pronativitate et passione domini（1995）
- Le donne curiose（1995年）
- Naja（1996年）
- ダウト　疑いをめぐる寓話（2008年 / 2009年）
- Furioso Orlando（2012年）原作：ルドヴィーコ・アリオスト『狂えるオルランド』
- Giocando con Orlando（2013年）
- デカメロン（2014年）作：ジョヴァンニ・ボッカッチョ
- デカメロン（2018年）

## 主な受賞
ダヴィッド・ディ・ドナテッロ賞
- 主演男優賞（1999年） 『ラジオフレッチャ』
- 主演男優賞（2017年） 『ゴッド・スピード・ユー!』

ナストロ・ダルジェント賞
- 主演男優賞（2001年） 『無邪気な妖精たち』
- 新人監督特別賞（2014年） 『Io non ti conosco』
- 主演男優賞（2016年） 『ゴッド・スピード・ユー!』

ヴェネツィア国際映画祭
- ヴェネツィア国際映画祭最優秀男優賞（2002年） 『愛という名の旅』

イタリア・ゴールデングローブ賞
- 最優秀男優賞（2001年） 『無邪気な妖精たち』

チャック・ドーロ賞
- 主演男優賞（1999年） 『ラジオフレッチャ』
- 主演男優賞（2001年） 『最後のキス』